# Куракино (Великоустюгский район)
Куракино — деревня в Великоустюгском районе Вологодской области.
Входит в состав Парфёновского сельского поселения, с точки зрения административно-территориального деления — в Парфёновский сельсовет.
Расстояние по автодороге до районного центра Великого Устюга — 28,5 км, до центра муниципального образования Карасово — 17 км.
По переписи 2002 года население — 2 человека.